# Boletus variipes
Bolétus varíipes (лат.) — гриб семейства болетовые (Boletaceae).

## Биологическое описание

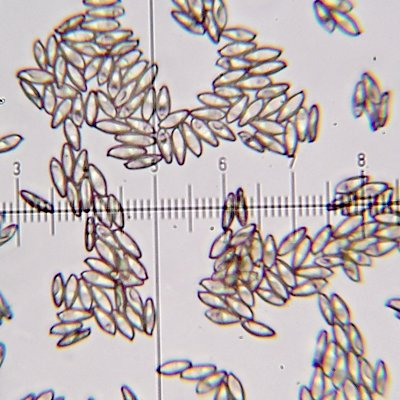
Споры Boletus variipes

- Шляпка 5—15 см в диаметре, в молодом возрасте выпуклая, затем становящаяся почти плоской или вдавленной, с сухой, серо-коричневой, охристой или жёлто-коричневой, нередко растрескивающейся, в молодости бархатной поверхностью.
- Мякоть белого цвета, без особого вкуса и запаха.
- Гименофор трубчатый, белого, затем желтоватого или зеленоватого цвета, при повреждении цвет не меняет.
- Ножка плотная, беловатая или коричневатая, 6,5—12,5 см длиной, цилиндрическая или булавовидная, поверхность сухая, с более или менее выраженной белой или коричневой сеточкой.
- Споровый порошок оливково-коричневого цвета. Споры жёлтые, 12—18×4—6 мкм, гладкие, эллипсоидной или веретеновидной формы.
- Встречается обычно группами, под широколиственными породами, нередко под дубом, иногда под сосной, тсугой или пихтой. Образует микоризу. Встречается с конца весны по осень.
- Съедобен.

## Сходные виды
Несъедобные:
- Tylopilus felleus — жёлчный гриб

Съедобные: 
- Xanthoconium affine
- Boletus edulis — белый гриб
- Boletus nobilis